# Híbrida (circuito)

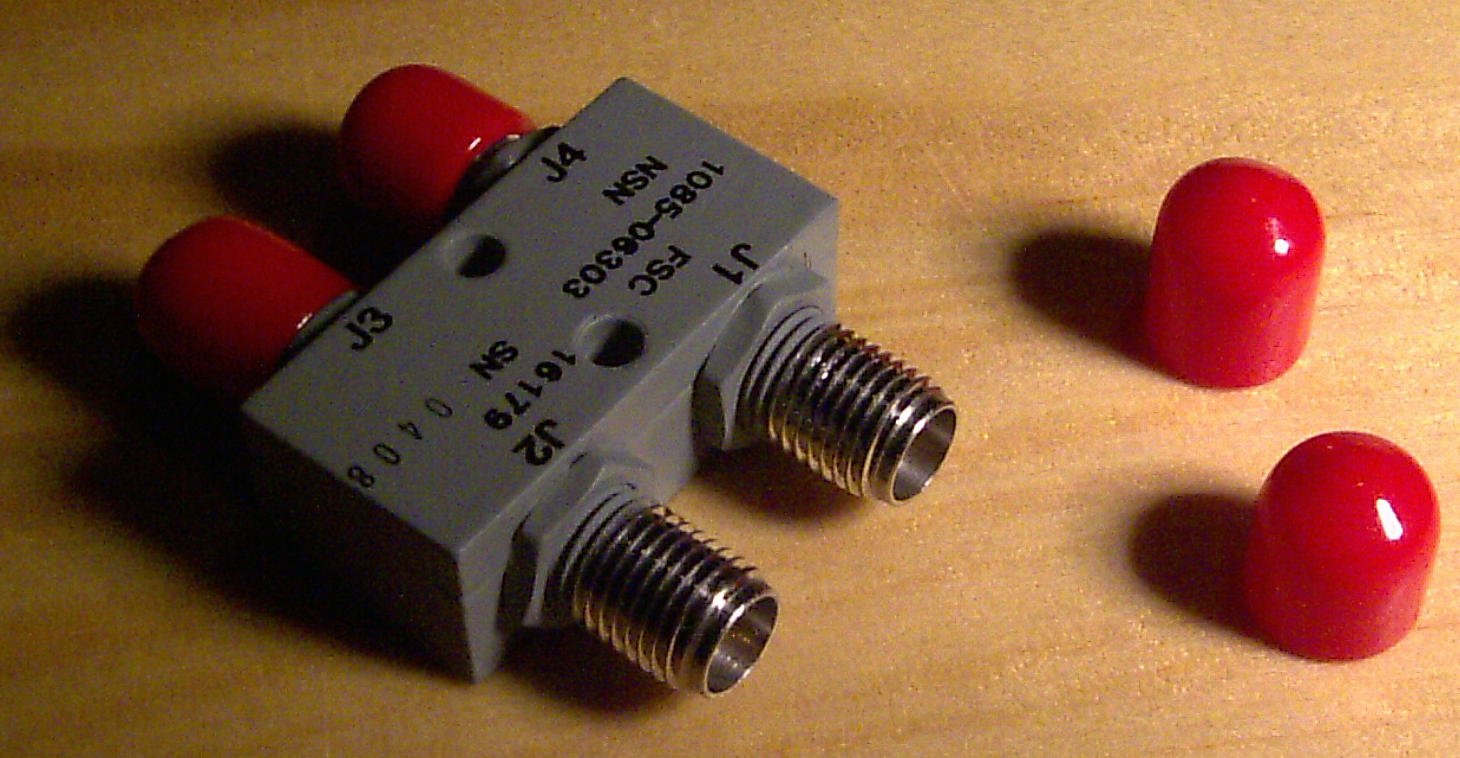
Híbrida.

En radiofrecuencias, se llama híbrida a un circuito de cuatro puertas, numeradas 1, 2, 3 y 4, de tal modo que la potencia incidente por 1 se reparte entre las puertas 2 y 3, normalmente a partes iguales, quedando la 4 aislada. Las híbridas se caracterizan por la relación de fase entre las puertas 2 y 3. Así tenemos híbridas de 90°, de 180°, etc. Existen diversas realizaciones en distintas tecnologías, según la frecuencia de trabajo: en guía de ondas, microstrip y bobinas. 
En la sección teléfono se describe en detalle la "híbrida telefónica", ingenioso invento del siglo XIX  que permite transmitir las señales correspondientes a una conversación telefónica utilizando un solo par de hilos de cobre (la línea telefónica). La híbrida telefónica original es un transformador multibobinas que permite que la señal que se genera en el micrófono se inyecte preferentemente a la línea y la señal que llega por la línea se dirija al auricular
- Datos: Q11034547